# Slaget vid deltat
Slaget vid Deltat var ett sjöslag mellan Egypten och Sjöfolken cirka 1178 eller 1175 f.Kr. där farao Ramses III drev tillbaka en större invasionsstyrka som försökte invadera Egypten från Medelhavet. Slaget skall ha ägt rum någonstans vid kusten längs med det östra Nildeltat, men konflikten i sig berörde även kustområdena i Egyptens kananitiska provinser.  Även om platsen ej har identifierats har händelseförloppet både i själva slaget och konflikten i stort nedtecknats på farao Ramses III:s dödstempel i Medinet Habu.

## Historisk bakgrund
På 1100-talet f.Kr. hade sjöfolken, en koalition av flera olika folkslag så som tjekker, peleser och sherden, invaderat Mellanöstern från Medelhavet. De hade plundrat delar av det hettitiska riket som sedan fallit för kaskiska invasioner från norr och assyriska invasioner från sydöst. Sjöfolken hade även gjort förödande anfall mot den levantinska kusten och nästan samtliga kuststäder hade bränts ned, med undantag för Carchemish som skulle komma att överleva sjöfolkens attacker. Cypern hade överrumplats av invasioner först från sjöfolken och sedan av flyende mykenska greker. Flera städer hade förstörts och kungadömet Alashiya var på väg att falla. Inskriptionerna i Medinet Habu talar om Cyperns fall och visar då att de invaderande folkslagen hade med sig kvinnor och barn i oxkärror vilket tyder på att de var emigranter som letade efter någonstans att bosätta sig.
Sjöfolkens invasioner anses vara en av de huvudsakliga anledningarna till bronsålderskollapsen och Ramses III som redan besegrat dem i Slaget vid Djahy i dagens södra Libanon lät nedteckna följande: "Samtidigt flyttade alla länder sig och spreds för vinden, inget land kunde stå mot deras vapen, från Hatti, Kode,  Carchemish, Arzawa, Alashiya och vidare har blivit avskuret."

## Striden
Efter att ha besegrat sjöfolken vid Djahy i Levantin skyndade sig Ramses III tillbaka till Egypten där den egyptiska armén redan förberett sig på ett anfall från Medelhavet. Ramses lockade sjöfolkens flotta att bege sig in i Nilens utlopp där den egyptiska flottan låg i bakhåll. Längs med stränderna hade han även placerat bågskyttar redo att avfyra ett regn av pilar på sjöfolken om de skulle försöka landstiga. När sjöfolkens flotta närmade sig gav Ramses order till bågskyttarna att börja skjuta vilket tvingade sjöfolkens flotta mot det område där de egyptiska skeppen låg i bakhåll. När sjöfolken befann sig på rätt plats anföll den egyptiska flottan och skar av deras flyktvägar. Fångade mellan den egyptiska flottan och de egyptiska trupperna på stranden utbröt panik bland sjöfolken. Den egyptiska flottan började driva tillbaka skeppen mot stranden igen där bågskyttar och infanteri väntade på de skepp som strandade. I paniken välte många av sjöfolkens skepp och de som föll i vattnet dödades av bågskyttar på de egyptiska skeppen. Mot slagets slutskede började egyptiskt infanteri dra upp sjöfolkskrigare ur vattnet för att sedan dräpa dem på stranden. Sjöfolkens flotta förintades och många stupade eller tillfångatogs. I inskriptionerna låter Ramses skriva följande: "De som nådde min gräns, deras säd är inte, deras hjärtan och deras själar är slut för evigt och evigt. För dem som samlats i havet, öppen eld var deras för vid hamnutloppen och en mur av metall omringade dem på stränderna. De släpades, vältes och kuvades vid stranden, de slaktades och lades i högar som täckte deras krigsskepp från för till akter och alla deras tillhörigheter slängdes i havet."

## Efterskede
Segern vid Nildeltat räddade Egypten från att gå samma öde till mötes som det hettitiska imperiet, Alasiya och andra starka kungadömen längs med Medelhavets östkust. Inga källor nämner att Ramses efter slaget skall ha gjort vidare anfall mot sjöfolken, men vissa av dess folkgrupper tilläts bosätta sig i egyptiska provinser i Kanaan. Vissa sjöfolk skulle även komma att bosätta sig där efter att Ramses dött.